# Burens
Burens is een plaats in de gemeente Ludvika in het landschap Dalarna en de provincie Dalarnas län in Zweden. De plaats heeft 56 inwoners (2005) en een oppervlakte van 8 hectare.